# Bombe Tybee
La Bombe Tybee est le nom donné à une bombe H (Mark 15) qui fut perdue dans les eaux de l'île Tybee aux environs de Savannah, Géorgie aux États-Unis le 5 février 1958. La bombe fut délestée pendant un exercice militaire quand un bombardier B-47B du Strategic Air Command la transportant entra en collision avec un avion de chasse F-86. Après de nombreuses recherches infructueuses, elle fut déclarée perdue quelque part dans le Wassaw Sound, sur le littoral de l'île Tybee.

## L'accident
Dans la nuit du 5 février 1958, deux bombardiers B-47B Stratojet, dont un piloté par le major Howard Richardson, effectuaient une mission de combat simulé depuis la base aérienne de Homestead en Floride, transportant une bombe nucléaire Mk-15 pesant près de 3 500 kg et d'une puissance estimée entre 1,6 et 3,8 mégatonnes. L'exercice visait à simuler une attaque contre l'Union soviétique en prenant pour cible la ville américaine de Radford, en Virginie, en remplacement de Moscou. Les pilotes, partis de Floride, devaient rejoindre leur objectif en suivant un parcours prolongé, permettant ainsi de tester leur capacité à voler pendant plusieurs heures avec des armes lourdes à bord. L'exercice se déroula sans incident jusqu'au retour vers la base, lorsque les avions croisèrent un autre groupe en mission d'entraînement en Caroline du Sud. Ce groupe avait pour objectif d’intercepter l’un des B-47. Cependant, une confusion survint, et le second B-47, transportant l'arme nucléaire, ne fut pas repéré par les intercepteurs. A 36000 pieds, vers 2 h du matin, le B-47 entra accidentellement en collision avec un F-86 Sabre piloté par le lieutenant Clarence Stewart. La collision a arraché l'aile gauche de chasseur et le pilote s’éjecta de son appareil, il réussit à survivre à l'accident en se posant sain et sauf, ne subissant que des engelures. Bien que le B-47 fût endommagé au niveau des réservoirs de carburant, Richardson parvint à maintenir le contrôle de l’appareil. En raison de la bombe nucléaire à bord contenant également 180 kg d'explosifs conventionnels, il reçut l'autorisation de larguer la bombe en mer pour réduire les risques en cas d'atterrissage d'urgence. La bombe fut larguée au large de Tybee Island sans explosion à environ 2 200 mètres d’altitude, tandis que le B-47 réussissait à atterrir sans encombre à la base aérienne de Hunter.

## Les recherches
À partir du 6 février 1958, les hommes de l'escadron Air Force 2700th Explosive Ordnance venu de Hill Air Force Base aidé d'une centaine de membres de l'US Navy équipé de sonars portables, de dragues galvaniques et de câbles de balayage montèrent une expédition de recherche. Le 16 avril 1958, l'annonce fut faite que les recherches se révélèrent infructueuses. La mission de recherche, d'une durée de dix semaines et mobilisant une centaine de militaires de la Marine, n’a pas réussi à localiser l’endroit où la bombe avait été larguée, malgré l'exploration d'une zone de 62 kilomètres carrés. Selon une étude hydrologique, on considéra que la bombe était enterrée sous 2 à 5 mètres de vase au fond de Wassaw Sound.
Des tentatives récentes de repêchage ont été menées par un colonel retraité de l'US Air Force, Derek Duke. En 2004, il affirma avoir trouvé l'endroit où se trouvait la bombe, juste à un kilomètre du littoral à 3,6 m de profondeur dans l'eau. Duke et son partenaire localisèrent l'endroit en ratissant les lieux avec un compteur Geiger remorqué à bord de leur bateau. Le compteur indiquait un niveau de sept à dix fois plus important que dans les eaux autour. Les recherches pour retrouver la bombe ont regagné de l'intérêt auprès des habitants de l'île Tybee. L'US Air Force compléta ses recherches dans la zone en septembre et octobre 2004, et fit un rapport au milieu d'avril 2005. Le rapport fut finalement publié en juin 2005. L'US Air Force déclara que les mesures de radiation de Duke étaient dues à un phénomène naturel des matériaux radioactifs, et que l'endroit où se trouvait la bombe était toujours inconnu.

## Risques
La capsule, ou "pointe", constituée de plutonium dans ce cas précis, pouvait être intégrée à l'arme en dernière minute, lorsque cela était nécessaire. Ce procédé garantissait que, même en cas de détonation des explosifs conventionnels de l'arme à bord, les matières radioactives ne chaufferaient pas suffisamment pour initier une fission nucléaire. Les bombes nucléaires n'étant pas encore scellées, le plutonium et les explosifs d'implosion étaient alors maintenus séparés pour des raisons de sécurité. Cette déclaration officielle a cependant été remise en question des décennies plus tard. En 1994, une lettre de 1966, déclassifiée, mentionne le témoignage de Jack Howard, alors secrétaire adjoint de la Défense des États-Unis, qui affirmait devant le Congrès que la bombe Tybee était "une arme nucléaire complète", contenant du plutonium.
Selon les estimations de l'époque, une opération de récupération pourrait coûter 5 millions de dollars et comporter des risques importants liés à la manipulation de l'uranium contenu dans la bombe, bien que cette dernière présente peu de chances d'exploser spontanément. Toute tentative de déplacement de la bombe pourrait entraîner une détonation accidentelle, susceptible de causer des dommages graves à l’aquifère régional et de contaminer les réserves locales d’eau potable. Les explosifs conventionnels à l'intérieur de la bombe étant toujours intacts, l'US Air Force a estimé que sa récupération serait à la fois trop coûteuse et risquée.